# Володинское сельское поселение (Томская область)
Володинское се́льское поселе́ние — муниципальное образование в Кривошеинском районе Томской области Российской Федерации.
Административный центр — село Володино.

## История
Статус и границы сельского поселения установлены Законом Томской области от 10 сентября 2004 года № 203-ОЗ О наделении статусом муниципального района, сельского поселения и установлении границ муниципальных образований на территории Кривошеинского района.

## Население
| 2002  | 2010  | 2012  | 2013  | 2014  | 2015  | 2016  |
| ----- | ----- | ----- | ----- | ----- | ----- | ----- |
| 1638  | ↘1382 | ↘1350 | ↗1360 | ↗1363 | ↘1340 | ↗1342 |
| 2017  | 2018  | 2019  | 2020  | 2021  |       |       |
| ↘1321 | ↘1304 | ↘1279 | ↘1269 | ↗1278 |       |       |

## Состав сельского поселения
| № | Населённый пункт | Тип населённого пункта       | Население |
| - | ---------------- | ---------------------------- | --------- |
| 1 | Володино         | село, административный центр | ↘1121     |
| 2 | Новониколаевка   | деревня                      | ↘64       |
| 3 | Старосайнаково   | деревня                      | ↘93       |